# Robert Charles Morlino
Robert Charles Morlino (Scranton, Pensilvânia, 31 de dezembro de 1946 - Madison, Wisconsin, 24 de novembro de 2018) foi um clérigo americano e bispo católico romano de Madison.
Robert Charles Morlino ingressou na ordem jesuíta e foi ordenado sacerdote em 1º de junho de 1974. Deixou a ordem e foi incardinado no clero da Diocese de Kalamazoo em 26 de outubro de 1983.
O Papa João Paulo II o nomeou Bispo de Helena em 6 de julho de 1999. Foi ordenado bispo pelo Núncio Apostólico nos Estados Unidos da América, Gabriel Montalvo Higuera, em 21 de setembro do mesmo ano; Os co-consagradores foram Paul Vincent Donovan, ex-bispo de Kalamazoo, e John George Vlazny, arcebispo de Portland, no Oregon.
Em 23 de maio de 2003, foi nomeado Bispo de Madison por João Paulo II e empossado em 1º de agosto do mesmo ano.
Um grande desafio para Morlino e sua diocese foi a perda da igreja episcopal da Catedral de São Rafael, de 150 anos, também igreja paroquial da comunidade catedral de mesmo nome, que foi totalmente incendiada em 14 de março de 2005 por um incêndio provocado por um incendiário aparentemente mentalmente instável. Morlino enfrentou a decisão de reconstruir a catedral em sua localização atual ou construir uma nova igreja episcopal em um local alternativo em Madison. Em junho de 2007, Morlino anunciou que a Catedral de São Rafael seria reconstruída em seu antigo local, reutilizando a torre restante e outros vestígios do antigo edifício da igreja. Em 2008, após a perda da sua igreja, a freguesia da catedral foi fundida com duas freguesias vizinhas para formar a nova freguesia da catedral de São Rafael. No mesmo ano, iniciou-se a demolição das ruínas; a torre também foi demolida. Os planos para um novo edifício, que segundo os planos iniciais ofereceria espaço para cerca de 1.000 crentes, acabaram por não se concretizar. Há uma Via Sacra acessível ao público na propriedade desde 2013.
Depois de ser internado no Hospital St. Mary em Madison no dia anterior por problemas cardíacos, Morlino morreu em 24 de novembro de 2018.